# Itamarandiba

## Geografía
Itamarandiba es un municipio brasileño del estado de Minas Gerais. Posee área de 2.736 km² representando 0,4665 % del Estado, el 0,296% de la Región Sudeste y el 0,0322% de todo territorio nacional. La ciudad, en franco desarrollo, tiene sede en las coordenadas Latitud:-17º 51' 26" y Longitud:42º 51' 32" y su población es de cerca de 33 mil habitantes.
El municipio se extiende sobre los dominios del bioma del bosque atlántico y el cerrado. El relieve es marcado por las grandes chapadas y por la exuberante sierra del Espinhaço - Reserva de la Biosfera de la UNESCO.

## Clima
El Clima predominate es el Tropical de Altitud, con un índice pluviométrico anual que sobrepasa los 1.114 mm, de clima ameno y agradable con temperaturas: mínima anual de 15 °C y la media anual de 20 °C .

## Hidrografía

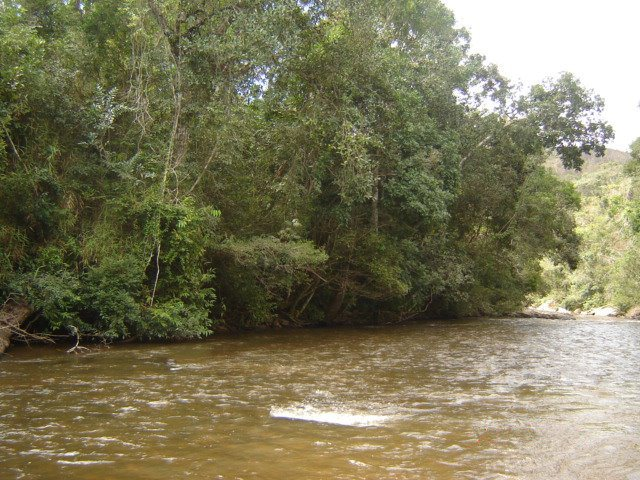
Río Itamarandiba.

El municipio de Itamarandiba es considerado la "caja de agua" del Valle del Jequitinhonha por corresponder, junto a otros municipios de la región, a la cuenca del Río Araçuaí. Posee ungran número de naciente y ríos tributários de la Cuenca del Río Jequitinhonha además de otros que son tributários de la cuenca hidrográfica del Río Doce,estos últimos localizados más al este.

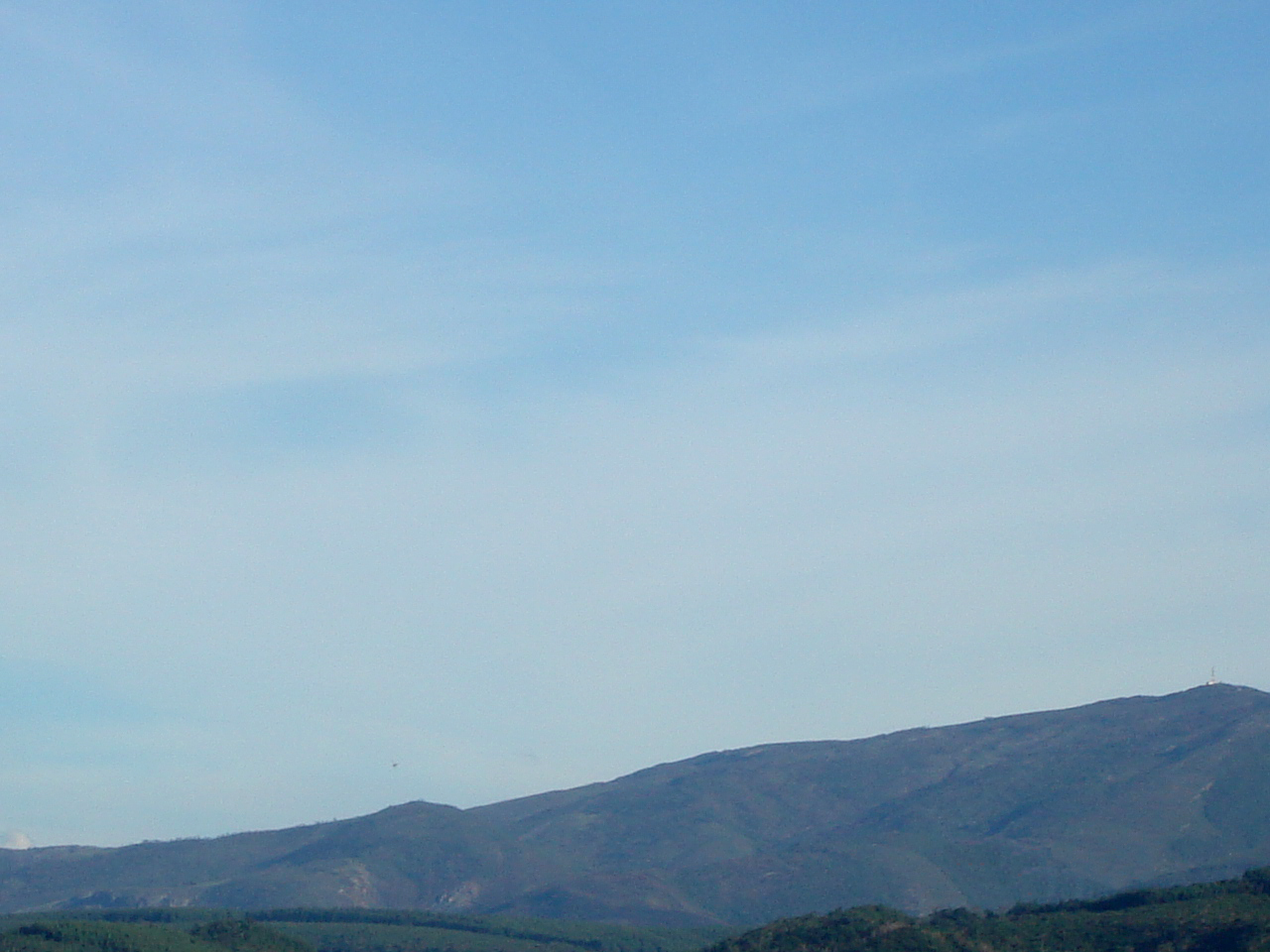
Parque Estatal de la Sierra Negra en Itamarandiba

## Parque Estatal de la Sierra Negra
El Parque Estatal de la Sierra Negra es una de las más bellas unidades de conservación del nordeste de Minas Gerais, la unidad de conservación (cerrada) fue creada en 1998 a partir del Decreto nº 39.907 del 22 de septiembre de 1998. Su área es de 13.654 ha y tiene como representativo de su fauna y flora, el Lobo Guará y las Canelas D'ema Gigantes respectivamente, son dos símbolos de la unidad de conservación. 